# Nam Szungnjong
Nam Szungnjong (hangul: 남승룡, RR: Nam Seung-nyong; 1912. november 23. – 2001. február 20.) olimpiai bronzérmes koreai atléta, maratoni futó. Japán neve Nan Sórjú (南昇龍; Hepburn: Nan Shōryū).

## Pályafutása
Pályafutása alatt egyetlen olimpián, az 1936-os berlini játékokon vett részt. Nam itt harmadikként zárta a maraton versenyét, húsz másodpercnél kisebb hátrányban a második helyezett Ernie Harperhez képest.
Honfitársához, a győztes Szon Gidzsong (Son Gi-jeong)hoz hasonlóan a japán csapat tagjaként indult, mivel országa ekkor japán gyarmat volt. A díjátadón szemmel láthatóan egyikük sem volt boldog. Mialatt felhúzták a japán lobogót, és szólt a megszálló nemzet himnusza, a két koreai lehajtott fejjel állt.
A Koreai Köztársaság a mai napig sajátjaként tartja nyilván ezt a két érmet, a Nemzetközi Olimpiai Bizottság ellenben Japánnak ismeri el hivatalosan.
Visszavonulása után Nam, Szon (Son)nal együtt a Koreai Sportszövetségben tevékenykedett.

## Egyéni legjobbjai
- Maratoni futás - 2.31:42 (1936)